# Josef Effenberger (politik)
Josef Effenberger (* 20. listopadu 1934) byl český politik, v 90. letech 20. století poslanec České národní rady a Poslanecké sněmovny za Občanské fórum, respektive za Liberálně demokratickou stranu, později za Občanskou demokratickou alianci.

## Biografie
Ve volbách v roce 1990 byl zvolen za Občanské fórum, respektive za LDS do České národní rady. V roce 1992 se uvádí jako člen předsednictva LDS. V této funkci souhlasil s aliancí této strany s ODA a vymezil se proti předsedovi LDS Emanuelovi Mandlerovi, který s fúzí obou stran nesouhlasil.
Opětovně byl zvolen do ČNR ve volbách v roce 1992, nyní za ODA (volební obvod Severočeský kraj). Zasedal ve výboru pro veřejnou správu, regionální rozvoj a životní prostředí. Od vzniku samostatné České republiky v lednu 1993 byla ČNR transformována na Poslaneckou sněmovnu Parlamentu České republiky. V ní setrval do konce funkčního období, tedy do voleb v roce 1996.